# 明日に処刑を…
『明日に処刑を…』（英: Boxcar Bertha、1972年）は高評価を受けているマーティン・スコセッシ監督の最初期の映画作品群のうちの一本であり、小説『Sister of the Road』のかなり自由奔放な映画化である。この本は過激派にして渡り労働者であるバーサ・トンプソンについての自伝風小説であり、作者は医師のベン・ライトマン。この映画はプロデューサーのロジャー・コーマンの有名なエクスプロイテーション映画のうちの一つであり、60万ドルというかなりの低予算で作られた。スコセッシはこの作品から映画をすばやく経済的に作る方法を学んだ。
登場人物のバーサ・トンプソンは実在の人物だと長いあいだ一般に思われてきたが、実際はライトマンが自分の身の上話とさまざまな知人の女性たちの身の上話を組み合わせて創作した人物である。

## キャスト
- バーバラ・ハーシー：バーサ・トンプソン
- デイヴィッド・キャラダイン："ビッグ"・ビル・シェリー
- バーニー・ケイシー：ヴォン・モートン
- バリー・プリマス：レイク・ブラウン
- ジョン・キャラダイン：バックラム

## あらすじ
1930年代のアメリカで、ホーボーのバーサは、労働組合の活動家で無政府主義者のビルと恋に落ちたが、ビルはいずこへと去ってしまった。
レイクとともにイカサマをはたいていたところ、バーサはビルと再会するが、ビルとレイクは逮捕された。

## エピソード
- 出演したバーバラ・ハーシーとデイヴィッド・キャラダインはともに、この映画の中の彼らのセックス・シーンは演技ではないと言っている[1]。